# Ernst R. Hauschka
Ernst R. Hauschka (Ústí nad Labem, 8 de agosto de 1926 - Ratisbona, 29 de maio de 2012) foi um aforista e poeta lírico alemão.

## Biografia
Ernst R. Hauschka estudou filosofia, educação, teologia e jornalismo em Ratisbona e Munique. Em 1957, obteve seu doutorado em filosofia na Universidade Luís Maximiliano em Munique. De 1956 a 1988, trabalhou no serviço de estudos linguísticos e culturais na Baviera. De 1965 a 2003 escreveu 31 livros, 17 dos quais eram volumes de aforismos. Muitos de seus aforismos foram publicados em calendários, revistas e compilações. Hauschka foi um dos aforistas de língua alemã mais citados da atualidade e portador de numerosas homenagens literárias e apreços.
Hauschka esteve envolvido em vários projetos sociais na Terra Santa. Em 1975 foi nomeado pelo Grão-mestre Maximilien de Fürstenberg, como Cavaleiro da Ordem Equestre do Santo Sepulcro de Jerusalém e investido na ordem em 2 de maio de 1975 na Catedral de Ratisbona pelo cardeal Lorenz Jäger.
Ele era casado com Helene Hauschka, nascida Heiß (1924–2008).